# Башкирски државни медицински универзитет
Башкирски државни медицински универзитет (БДМУ) је Федерална државна буџетска високогобразовна установа Министарства здравља Руске Федерације. Основан је  25. марта 1932. године, прво као Башкирски медицински институт, а потом  20. јула 1995. године преименован у Башкирски државни медицински универзитет. Оснивач Универзитета је Руска Федерација, а овлашћења оснивача врши Министарство здравља Руске Федерације.

## Историја
Башкирски медицински институт основан је од стране Министарства здравља Руске Федерације на основу Уредбе Савета народних комесара бр. 289 од 25. марта 1932. године као медицински институт
Институт са радничким факултетом у почетку се налазио на другом спрату и у сутерену школске зграде покрајинске мушке гимназије у улици Фрунзе број 47. Касније је цела зграда пребачена на институт. У наредним годинама за институт су изграђени домови за 600 људи и нова академска зграда. 
Први наставници Института били су В. М. Романкевич, С. З. Лукманов, З. А. Исханов, А. С. Давлетов, И. С. Немков, Г. Н. Маслењиков, Е. Н. Грибанов, М. А. Абдулменев.
Године 1933. у институту су отворени одељења за хистологију, стране језике и војне студије, на чијем су челу били доктор В. М. Романкевич, наставници В. А. Словохотов и Р. И. Сафаров. Институт је 1933. године добио титулу "назван по 15-годишњици Комсомола".
Године 1934. отворене су одељења за нормалну физиологију (проф. Н. С. Спаски), микробиологију (проф. С. А. Бељавцев), патолошку физиологију (доктор В. А. Самцов) и оперативну хирургију (доктор В. М. Романкевич), фармакологију (ванредни професор И. А. Лерман). ), клиничка одељења - пропедеутика унутрашњих болести (проф. Д. И. Татаринов), општа хирургија (ванредни професор И. Д. Аникин). 
До 1938. године институт је имао 32 катедре на челу са девет професора и 23 ванредна професора.
Крајем 1937. године дипломирала је прва генерација лекара.
Године 1941. у бази Института је смештен 1. Московски медицински институт, евакуисан у Уфу, са свим студентима и факултетом. Период обуке за лекаре током Другог светског ратав је смањен на 4 године.
До краја 1965. године институт је имао 22 доктора и 102 кандидата наука, а до 1970. године институт је постао велики мултидисциплинарни универзитет. Уз учешће научника из института, постигнуто је значајно побољшање здравствених показатеља становништва Башкирије. Од заразних болести елиминисане су: маларија, трахом, полиомијелитис, дифтерија, постигнуто је нагло смањење дечјих инфекција, туберкулозе итд.

### Преименовање Института у Универзитет
Башкирски државни медицински институт је преименован у Башкирски државни медицински универзитет Наредбама Државног комитета за високо образовање Русије од 23. јуна 1995. године број 953 и Министарства здравља и медицинске индустрије Русије од 20. јула 1995. године број 209. Оснивач Универзитета је Руска Федерација, а овлашћења оснивача врши Министарство здравља Руске Федерације.
Тренутно су на универзитету формиране научне школе хирурга, онколога, терапеута, неуролога, инфектолога, дерматолога, биохемичара, морфолога. Универзитет запошљава 220 доктора и 515 кандидата наука. Обука се изводи на руском језику; за студенте из редова страних држављана постоји могућност студирања уз делимично коришћење посредничког језика (енглески).
Факултети: медицински (редовни и ванредни), педијатријски, фармацеутски (дневни и вечерњи), стоматолошки, превентивни, микробиолошки, социјални рад. У саставу универзитета ради Институт за последипломско образовање.
У саставу универзитета ради Институт за последипломско образовање.

## Руководећи кадар
- 1932. до 1937. - С. М. Траинин - директор БДМИ
- 1937. до 1940. - А. В. Чубуков - директор Белоруског државног медицинског института
- 1941. до 1947. - Г. А. Пандиков - директор БДМИ
- 1947. до 1951. - А. А. Иванов - директор БДМИ
- 1951. до 1965. - Н. Ф. Воробјов - директор Белоруског државног медицинског института
- 1965. до 1973. - З. А. Икхсанов  - ректор БДМИ
- 1973. до 1982. - Иу. А. Лотсманов  - ректор БДМИ
- 1982. до 1988. - В. Г. Сахаутдинов  - ректор БДМИ
- 1982. до 1988. - Ф. Кх. Камилов  - ректор БДМИ
- 1994. до 2011. - В. М. Тимербулатов  - ректор Башкирског државног медицинског универзитета.
- од 2011. - В. Н. Павлов  - ректор БДМУ

## Факултети
БДМУ у свом саставу има следеће факултете;
- Педијатријски факултет
- Медицински факултет (редовни и ванредни)
- Стоматолошки факултет
- Факултет опште медицине са одсеком за социјални рад
- Факултет превентивне медицине са одсеком за микробиологију
- Фармацеутски факултет
- Медицински колеџ  (од 2013)
- Међународни факултет

У саставу универзитета ради Институт за последипломско образовање.
Универзитет је 2013. године успешно положио међународну екстерну проверу квалитета образовања по стандардима и критеријумима које је утврдио Национални центар за стручну и јавну акредитацију и упоредив је са европским стандардима за обезбеђење квалитета образовања ЕСГ-ЕНГА и стручним и јавним акредитација образовних програма за обуку висококвалификованог особља од стране Медицинске лиге Русије.

## Медицинска делатност
Универзитетска клиника која располаже са 625 кревета пружа високоспецијализовану медицинску заштиту из 12 специјалности и специјализовану медицинску негу. Хируршке гране располажу са 265 постеља, терапијско одељење са 160, педијатријско са 90 постеља а породилиште са одељењима неонатологије и патологију трудноће  90 постеља.
У саставу клиника су следећа одељења:
- одељење за грудну хирургију,
- одељења за кардиоваскуларну, рендгенску и ендоваскуларну хирургију,
- гинеколошко одељење,
- педијатријско одељење,
- одељење неонатологије
- одељење за патологију трудноће,
- породилиште,
- онколошко одељење,
- уролошко одељење,
- одељење абдоминалне и опште хирургије,
- терапијско одељење,
- неуролошко одељење.

На Клиници се сваке године збрине више од 24.000 пацијената, обави се више од 10.000 операција и више од 4.000 порођаја.

## Научна делатност
Научна истраживања и развој у БДМУ се спроводе у оквиру државних задатака које је поставило Министарство здравља Руске Федерације и подржало грантовима различитих нивоа.
Главни циљ научних и иновативних активности БДМУ су:
- развој фундаменталних и примењених научних истраживања,
- експериментални развој у приоритетним областима развоја медицинске и фармацеутске науке,
- информатичка, аналитичка и стручна подршка научном раду универзитета. .

Универзитет има неопходну инфраструктуру за спровођење научних и иновативних активности (истраживачке лабораторије и истраживачке институте).
Универзитет има три већа за дисертације из 8 научних специјалности. 

### Међународна сарадња
Више од 230 људи из 26 земаља студира на универзитету, укључујући: Индију, афричке земље, Блиски исток, земље ЗНД. У оквиру академске сарадње БДМУ је склопио уговоре о сардњи са медицинским универзитетима и медицинским центрима у Кини, Немачкој, Казахстану, Турској, САД. 
Од 2014. БДМУ је један од оснивача Руско-кинеске асоцијације медицинских универзитета. Сваке године више од 150 студената, наставника и лекара универзитетске клинике учествује у програмима академске сарадње, док више од 230 студената из 26 земаља студира на универзитету, укључујући: Индију, афричке земље, Блиски исток, земље ЗНД. 

### Издавачка делатност
Институт је 1938. године објавио први зборник научних радова, који је сумирао резултате научних истраживања теоријских и клиничких одељења института од оснивања до 1938. године.
Башкирски државни медицински универзитет је издавач или један од оснивача следећих часописа:
- Медицински билтен Башкортостана  (ВАК-референтни часопис) који је почео да излази 2012. године.[1]
- Билтен Башкирског државног медицинског универзитета (научне часопис)
- Креативна хирургија и онкологија (научне часопис)
- Башкирски хемијски журнал, чији је БДМУ један од оснивача (асопис је рецензирао ВАК).

## Друштвено-образовни рад
Универзитет је активно укључен у друштвени и политички живот Руске Федерације и Републике Башкортостан.
Ректор В.Н. Павлов - посланик Државне скупштине - Курултаи Републике Башкортостан 5. сазива, заменик секретара Регионалног одељења за агитацију и пропаганду Регионалног извршног комитета Башкортостанског регионалног огранка Партије УЈЕДИЊЕНЕ РУСИЈЕ, шеф Странке здравља Пројекат, члан Стручног савета за здравство при Интерпарламентарној скупштини држава чланица ЗНД.
Професор Сх. Кх Гантсев је члан Јавне коморе Руске Федерације, изабран је за председника Јавног научно-техничког савета Технопарка Сколково ЛЛЦ, члан је Јавног савета Волшког федералног округа за развој институција цивилног друштва .
Професор Иулдасхев В.Л. - Експерт Интерфакцијске радне групе Државне Думе Руске Федерације за превенцију дрога.
Професор Цхуикин С.В. - Члан научно-стручног већа при Савету Федерације.
Више од 400 наставника  - чланови су руских и републичких струковних удружења и јавних удружења.
Сваки трећи ученик - укључен у спортске, културне и друштвене пројекте. Башкирски државни медицински универзитет био је међу 26 универзитета Руске Федерације који су обучили 763 волонтера за XXII Зимске олимпијске и XI Зимске параолимпијске игре 2014. године у Сочију. Указом председника Руске Федерације В.В. Путина, 5 волонтера БДМУ награђено је спомен-потврдама и медаљама.
У 2014. години, према резултатима међурегионалног такмичења, БДМУ је уврштен на листу најбољих високошколских установа Волшког федералног округа.
Почасна звања - "Заслужни радник науке Руске Федерације" - 16 наставника, "Заслужни радник високог образовања Руске Федерације" - 6 наставника, "Заслужни радник науке Републике Белорусије" - 31 наставник, "Заслужни доктор науке Руска Федерација" - 27 наставника, "Заслужни доктор Републике Белорусије" - 130 наставника, "Заслужни радник просвете Републике Белорусије" - 1 наставник, "Одличан здравствени радник СССР-а и Руске Федерације" - 37 запослених, "Одличан радник у здравству Републике Белорусије" -58 запослених, значка "Почасни радник високог стручног образовања" - 23 наставника, "Одличан радник просвете Републике Белорусије" -29 наставника, "Заслужни здравствени радник Републике Белорусије“ – 4 наставника.